# Дан зеленог пива
Дан зеленог пива је једнодневна журка на којој се пије пиво обојено у зелено вештачким бојама или природним процесима. Традицију су започели власници барова у Оксфорду, у Охају, а обележава се сваке године у четвртак пре пролећног распуста Универзитета у Мајамију. Дан зеленог пива почео је раних 1980-их након што је промена у академском календару Универзитета у Мајамију довела до гашења Дана Светог Патрика током пролећног распуста када су студенти одсутни. Локални власници барова су пробали разне називе за свој нови дан пијења (укључујући „Wild Irish Fun“ 1981.) пре него што су се определили за назив „Дан зеленог пива“ 1982. Тврдње да је Дан зеленог пива почео 1952. су погрешне. Зелено пиво се конзумирало у Оксфорду на Дан Светог Патрика (17. марта) пре промене универзитетског календара, баш као што је било и широм земље. Дан зеленог пива назван је „највећом традицијом“ Универзитета у Мајамију иако га универзитет не одобрава.

## Традиција
Ученици почињу да пију већ од 1 до 5 ујутро на Дан зеленог пива; барови у Оксфорду се отварају у 5 ујутро. Многи студенти крећу у свој први успешан предузетнички подухват на Дан зеленог пива, продајући култне зелене кошуље за пиће током целог дана. Пораст популарности ове годишње прославе довео је до појаве многих компанија које се баве производњом одеће које продају за Дан зеленог пива у недељама које претходе догађају. Једна од последица испијања зеленог пива је да оно обоји језике посетилаца журки.

## Одговор Универзитета и града Оксфорда
Универзитет у Мајамију активно покушава да се бори са културом опијања на Дан зеленог пива и подстиче инструкторе да уклоне студенте који тог дана стигну на час пијани. Док студенти Мајамија признају Дан зеленог пива, Мајами је претио тужбом власнику домена www.greenbeerday.com због коришћења имена Мајамија без дозволе. Мајами је променио време свог пролећног распуста 2009. године, омогућавајући студентима да прославе и Дан зеленог пива и Дан Светог Патрика; на питање да ли је промена имала за циљ да омогући студентима Мајамија да славе два пута, Стив Снајдер, извршни помоћник председника Универзитета, је одговорио: „Универзитет у Мајамију нема никакве везе са Даном зеленог пива“. Године 2017. патрола на аутопуту државе Охајо и четири друге полицијске агенције спроводиле су контроле како би зауставиле малолетне особе које пију.
Након смрти студента 2017. године од проблема везаних за алкохол, председник Универзитета у Мајамију Грегори Крофорд састао се са лидерима заједнице у борби против културе опијања у припреми за Дан зеленог пива. Носиоци дозволе за алкохолна пића у Оксфорду пристали су да отворе мање барова рано ујутру, а братства су се сложила да избегавају послуживање жестоких пића на забавама. Пре Дана зеленог пива, студентска влада Мајамија покренула је кампању под називом „Живот је непроцењив“ охрабрујући студенте да позову хитну помоћ и наглашавајући политику доброг Самарићана Мајамија.
Студенти су критиковали Универзитет због одбијања да призна једну од његових највећих традиција, а уредништво Студента Мајамија критиковало је Универзитет због покушаја да га уништи као годишњи догађај. Дипломирани студенти из Мајамија су почели да славе овај догађај у другим градовима, а посебно велики догађај се одржава сваке године у Чикагу, у Илиноису.